# Stênio Garcia
Stênio Garcia Faro (n. 28 aprilie 1932) este un actor brazilian.
Era căsătorit cu actrița Cleyde Yáconis. De asemenea, sa căsătorit cu actrița Clarice Piovesan, cu care avea două fiice: Cássia de Gaya. În prezent, este căsătorită cu actrița Marilene Saade.
În orașul său natal (Mimoso do Sul), se află teatrul care își ia numele, Teatrul Stênio Garcia.